# Humble Sogn

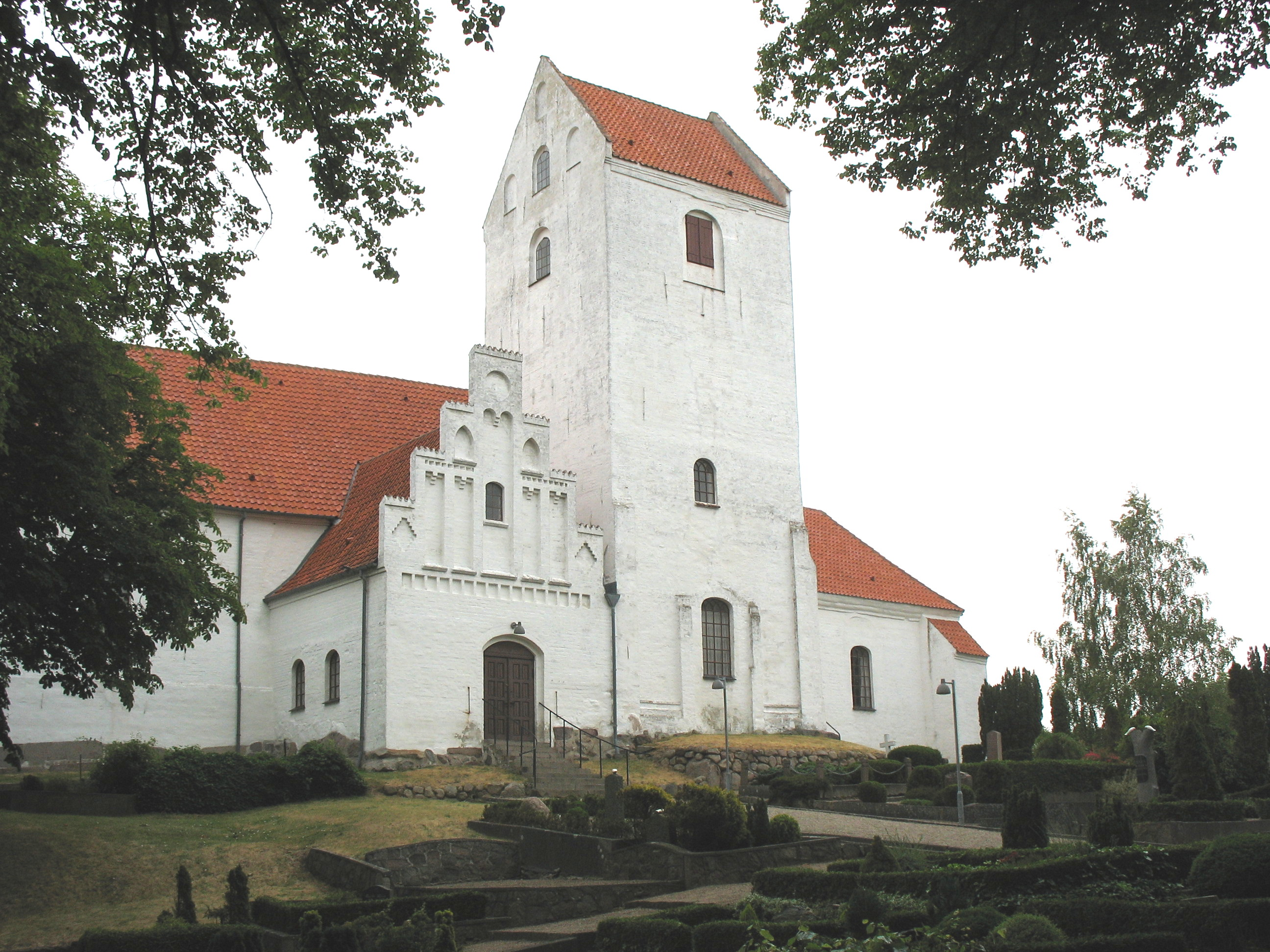
Humble Kirke

Humble Sogn ist eine Kirchspielsgemeinde (dän.: Sogn)
auf der Insel Langeland im Großen Belt im südlichen Dänemark.
Bis 1970 gehörte sie zur Harde Langelands Sønder Herred im damaligen Svendborg Amt, danach zur Sydlangeland Kommune im
Fyns Amt, die im Zuge der  Kommunalreform zum 1. Januar 2007 in der
Langeland Kommune in der Region Syddanmark aufgegangen ist.
Im Kirchspiel leben 1258 Einwohner, davon 605 im Kirchdorf (Stand: 1. Januar 2023).
Im Kirchspiel liegen die Humble Kirke, die Ristinge Kirke sowie die Kædeby Kirke.
Nachbargemeinden sind im Norden Lindelse Sogn, im Südosten Fodslette Sogn und im Süden Tryggelev Sogn.